# We Wanna Be Punk
We Wanna Be Punk è un brano del duo musicale italiano Righeira, primo traccia del secondo album in studio Bambini Forever, pubblicato il 23 giugno 1986.

## Descrizione
Il brano è stato scritto da Johnson Righeira e Steve Piccolo.

## Formazione
Righeira
- Johnson Righeira – voce
- Michael Righeira – voce

Produzione
- La Bionda – produzione